# Роменець Володимир Андрійович
Володимир Андрійович Роменець (нар. 20 травня 1926 Київ — † 31 липня 1998 Київ) — український психолог, фундатор вітчизняної історико-психологічної науки, доктор психологічних наук, професор, дійсний член АПН України.

## Біографія
Народився В. А. Роменець 20 травня 1926 в Києві, в родині службовця.
У 1949—1954 рр. навчався на філософському факультеті (відділення психології) Київського державного університету ім. T. Г. Шевченка.
У 1955—1957 рр. навчався в аспірантурі Науково-дослідного інституту психології Міністерства освіти УРСР.
У 1959—1967 рр. працював науковим співробітником Інституту філософії Академії наук УРСР
У 1964 р. захистив кандидатську дисертацію на тему «Творча уява і пізнавальний процес». В цьому ж році виходить його перша брошура «Людина і подвиг», у якій висвітлюється роль героїчного в історії й житті людини. В цей час починається визрівання ідеї вчинку, яка стане основою майбутньої теорії.
У 1965 р. на матеріалі кандидатської дисертації написав монографію «Фантазія, пізнання, творчість».
У 1967 В. А. Роменець поступає працювати в Київський національний університет імені Тараса Шевченка, з яким пов'язане все його подальше життя. У відділенні, а згодом — на факультеті психології він працює старшим викладачем (1967—1973), доцентом (1973—1990), професором (1991—1998).
У 1971 році В. А. Роменець видає навчальний посібник «Психологія творчості», у якому він продовжив розробку теорії творчості і тлумачення вчинку як моральної дії та творчого освоєння світу, що стали першими ідеями теорії вчинку. Теорія вчинку як теорія життєвого шляху людини отримала втілення у монографії «Жизнь и смерть в научном и религиозном истолковании» (1989).
У 1978 році виходить навчальний посібник «Історія психології», перший з циклу фундаментальних праць з історії світової психології, в яких була продовжена розробка теорії вчинку, історичні дослідження, закладені основи теорії історії всесвітньої психології та теорії історичної психології.
В 1990 В. А. Роменець захистив докторську дисертацію на тему «Предмет і принципи історико-психологічного дослідження». В 1992 році він був обраний дійсним членом новоствореної Академії педагогічних наук України
В. А. Роменець активно співпрацює з провідними науковими установами України в галузі психології.
В 1991—1998 рр. він за сумісництвом працює завідувачем лабораторії теорії, історії психології та етнопсихології Інституту психології НАПН України, яка зараз носить його ім'я.
У 1996—1998 рр. він також за сумісництвом працює головним науковим співробітником Інституту соціальної та політичної психології НАПН України.
Помер В. А. Роменець 31 липня 1998 в Києві, похований на Байковому цвинтарі

## Наукова діяльність
В. А. Роменець залишив після себе велику наукову спадщину.
Широко відомі його праці з психології творчості, життєвого шляху, життя, смерті і безсмертя людини.
На особливу увагу заслуговує особистісна складова теоретичного історико-психологічного дослідження В. А. Роменця, в якій представлені унікальні, маловідомі дані про становлення оригінальних ідей світової персонології. Це робить більш змістовною історичну лінію розвитку категорії особистості.
Найбільш вагомі наукові здобутки В. А. Роменця стосуються його історії світової психології і психологічної теорії вчинку.

### Дослідження в галузі історії психології
Протягом майже 45 років наукової та викладацької діяльності В. А. Роменець створив цикл фундаментальних праць з історії світової психології. Виходячи з культурологічного підходу і вчинкового принципу, він побудував цілісну картину становлення психологічної думки в стародавньому світі, середніх віках, в епоху Відродження і Анти-Ренесансу (Бароко), Просвітництва, в XIX і XX ст., в період переходу до XXI століття.
На противагу традиційним підходам в історії психології, відомим, наприклад, працями М. Г. Ярошевського, В. А. Роменець виходить на власне бачення історії психології й створює теорію, аналогів якій немає у світовій науці.
Він вважав, що центральною проблемою історії психології повинна бути проблема людини, а предметом вивчення — не історія дослідження окремих психологічних категорій, а процес людського самопізнання, пошуки відповіді на питання про природу людини, її місце в світі, сенс буття тощо.
У своїх історико-психологічних дослідженнях В. А. Роменець використовує вчинковий принцип. Він розглядає вчинок як основу історичного поступу людства, для кожної історичної епохи вчинок є певною цілісністю і водночас — процесом розгортання його компонентів: ситуації, мотивації, дії, післядії.
Цей принцип лягає в основу періодизації історико-психологічної думки. Так, психологія первісного суспільства, Стародавнього світу, Середньовіччя співвідноситься із ситуацією (ситуація значень, конфлікту, колізії); психологія епох Відродження, Бароко, Просвітництва — з мотивацією (мотивація як така, боротьба мотивів, прийняття рішення); психологія ХІХ — початку ХХ століть — із дією (мета, засіб, спосіб дії); психологія ХХ століття — з післядією (інтеріоризація, катарсис, переображення).
З часом культурологічний підхід і вчинковий принцип аналізу історії психології В. А. Роменець збагачує принципом взаємної творчої доповнюваності матеріального й ідеального в тлумаченні людського єства. Під цим кутом зору розглядається не лише боротьба матеріалізму й ідеалізму в історії психології, а й розвиток всіх основних підходів і парадигм. Такий підхід охоплює не просто історію психологічної наукової думки, а еволюцію психології людини, яка конкретизується у вчинковій парадигмі. Цим самим В. А. Роменець робить внесок в розвиток теорії історичної психології.
Наприкінці творчої кар'єри В. А. Роменець розробляє ідеї канонічної психології. На відміну від неканонічних напрямів психології, які ігнорують суб'єктивність і обходять увагою сутність людини, канонічна психологія замислювалася як дослідження сповненого драматизму історичного поступу людини у світі, що прагне повноти буття, сповненого смислами.

### Теорія вчинку

Аверс медалі «Володимир Роменець»

Створена В. А. Роменцем історико-психологічна теорія вчинку особистості залишається досі неперевершеним зразком фундаментального наукового дослідження, обґрунтованого всебічним і глибоким аналізом величезного фактичного матеріалу по історії світової культури.
Філософсько-психологічну теорію вчинку В. А. Роменець логічно і історично пов'язує з «філософією вчинку» М. М. Бахтіна, віднаходячи і окреслюючи в ній, поряд із філософськими, суто психологічні аспекти. Видно, що В. А. Роменця, як і М. М. Бахтіна, далеко не все влаштовувало в тій психології, яка за психічними функціями, структурами і механізмами не бачила живої людської душі з її пориваннями і стражданнями, переживаннями проблем індивідуального буття і прагненнями до високих духовних злетів.
Ключ до розв'язання означених проблем В. А. Роменець знаходить у категорії вчинку, продовживши розпочату С. Л. Рубінштейном спробу сутнісної конкретизації психологічної категорії дії.
В. А. Роменець розглядає вчинок як «логічний осередок психічного», як вищу форму душевно-духовної активності, наповнену для людини конкретним життєвим смислом. Вчинок — це не будь-яке, а обов'язково високоморальне, відповідальне, вільне («спонтанійне»), творче діяння. Це спосіб автентичного буття. У його повноцінному вираженні вчинок, за В. А. Роменцем, завжди є водночас і акцією духовного розвитку індивіда, й творенням моральних цінностей. Учинок є істинною, справжньою творчістю нових форм і якостей психічного. Тому, розкрити механізм учинку — це те саме, що розкрити творчий механізм психічного розвитку. Сутнісною підставою для того, щоб вважати вчинок «логічним осередком системи психології», за В. А. Роменцем, є те, що як психологічний феномен він являє собою осереддя психічного перетворення, поступу.
Конкретизуючи останнє положення можна зазначити, що вчинок є логічним «осередком» суб'єктного в людині, суб'єктне є логічним «осередком» суб'єктивного, а суб'єктивне — логічним «осередком» психічного. Отже, саме вчинок є найсуттєвішим і найглибиннішим осередком психічного в широкому розумінні цього слова, що знімає в собі і суб'єктне, і суб'єктивне в їх різноманітних проявах.
Теорія вчинку та інші наукові доробки В. А. Роменця плідно розвиваються його учнями В. О. Татенко, Т. М. Титаренко, І. В. Данилюком, І. П. Манохою та іншими.
В. А. Роменець є автором понад 170 наукових праць.

## Вшанування пам’яті
28 листопада 2019 року рішенням вченої ради Інституту соціальної та політичної психології НАПН України (протокол № 15/19) заснована медаль «Володимир Роменець», якою нагороджуються науковці за вагомий внесок у розвиток психологічної науки.

## Основні наукові праці
- Людина і подвиг [Текст] / В. А. Роменець. — К. : Наук. думка, 1964. — 40 с.
- Фантазія, пізнання, творчість [Текст] / В. А. Роменець. — К. : Наук. думка, 1965. — 152 с.
- Психологія творчості [Текст] : навч. посіб. / В. А. Роменець. — К. : Вища шк. Г оловне вид-во, 1971. — 248 с.
- Виховання творчих здібностей у студентів [Текст] : навч. посіб./ В. А. Роменець. К. : Вища. шк. Головне вид-во, 1973. — 96 с.
- Історія психології [Текст] : навч. посіб. / В. А. Роменець. — К. : Вища шк. Головне вид-во, 1978. — 440 с.
- Історія психології Стародавнього світу і середніх віків [Текст] : навч. посіб. / В. А. Роменець. — К. : Вища шк. Головне вид-во, 1983. — 416 с.
- Історія психології епохи Відродження [Текст] : навч. посіб. / В. А. Роменець. — К. : Вища шк. Головне вид-во, 1988. — 408 с. ISBN 5-11-000035-2
- Жизнь и смерть в научном и религиозном истолковании [Текст] : моногр. / В. А. Роменец. — К. : Здоров'я, 1989. — 192 с. ISBN 5-311-00353-7
- Історія психології XVII століття [Текст] : навч. посіб. / В. А. Роменець. — К. : Вища шк., 1990. — 368 с. ISBN 5-11-002311-5
- Історія психології епохи Просвітництва [Текст] : навч. посіб. / В. А. Роменець. К. : Вища шк., 1993. — 568 с. ISBN 5-11-004103-2
- Історія психології ХІХ — початку ХХ століття [Текст] : навч. посіб. / В. А. Роменець. — К. : Вища шк., 1995. — 614 с. ISBN 5-11-004634-4
- Історія психології ХХ століття : навч. посіб. / В. А. Роменець, І. П. Маноха. — К. : Либідь, 1998. — 992 с. ISBN 966-06-0116-6
- Г. И. Челпанов: период профессорства в Университете Св. Владимира (г. Киев, 1891—1907 гг.) [Текст] / В. А. Роменец, И. П. Маноха, А. А. Бреусенко. — К. : Гнозис, 2000. — 270 с.
- Психологія творчості [Текст] : навч. посіб. для студ. вузів / В. А. Роменець. — 3-тє вид. — К. Либідь, 2004. — 288 с. ISBN 966-06-0320-7
- Жизнь и смерть: постижение разумом и верой [Текст] / В. А. Роменець. — 2-е изд. — К. : Лыбидь, 2003. — 232 с. ISBN 966-06-0301-0
- Історія психології ХХ століття. [Текст] : навч. посіб. — 2-ге вид., стер. / В. А. Роменець, І. П. Маноха. — К. : Либідь, 2003. — 989 с. ISBN 966-06-0290-1
- Історія психології: Стародавній Світ. Середні віки. Відродження [Текст] : навч. посіб. / В. А. Роменець. — К. : Либідь, 2005. — 916 с. ISBN 966-06-0383-5
- Основи психології [Текст] : підруч. / за заг. ред. О. В. Киричука, В. А. Роменця. 6-те вид., стер. — К. : Либідь, 2006. — 632 с. (1-ше вид. 1995 р.) ISBN 966-06-0410-6
- Історія психології: XVII століття. Епоха Просвітництва [Текст] : навч. посіб. / В. А. Роменець. — К. : Либідь, 2006. — 1000 с. ISBN 966-06-0423-8
- Історія психології: ХІХ — початок ХХ століття [Текст] : навч. посіб. / В. А. Роменець. — К. : Либідь, 2007. — 832 с. ISBN 978-966-06-0485-8